# Crimen de apartheid

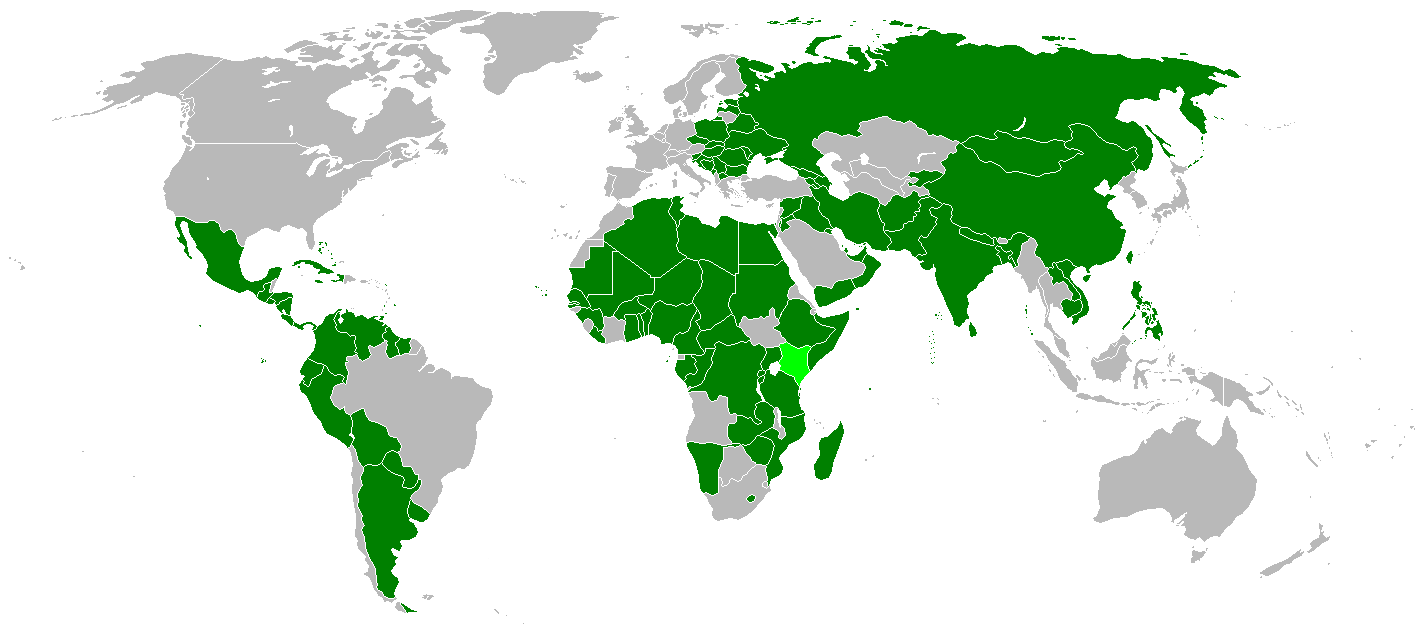
Países signatarios de la Convención Internacional sobre la Represión y el Castigo del Crimen de Apartheid.
Países signatarios ratificados
Países signatarios no ratificados
Países no miembros

Un crimen de apartheid es un acto inhumano similar a los crímenes de lesa humanidad «cometido en el contexto de un régimen institucionalizado de opresión y dominación sistemáticas de un grupo racial por sobre cualquier otro grupo racial realizado para mantener ese régimen», definido por el Estatuto de Roma de la Corte Penal Internacional de 1998, que entró en vigor el 1 de julio de 2002.
El 30 de noviembre de 1973, la Asamblea General de las Naciones Unidas inició la firma y ratificación de la Convención Internacional sobre la Represión y el Castigo del Crimen de Apartheid («ICSPCA», por sus siglas en inglés). Esta convención definió a los crímenes de apartheid como «actos inhumanos cometidos con el propósito de establecer y mantener la dominación de un grupo racial de personas sobre cualquier otro grupo racial de personas y de oprimirlo sistemáticamente».

## Historia

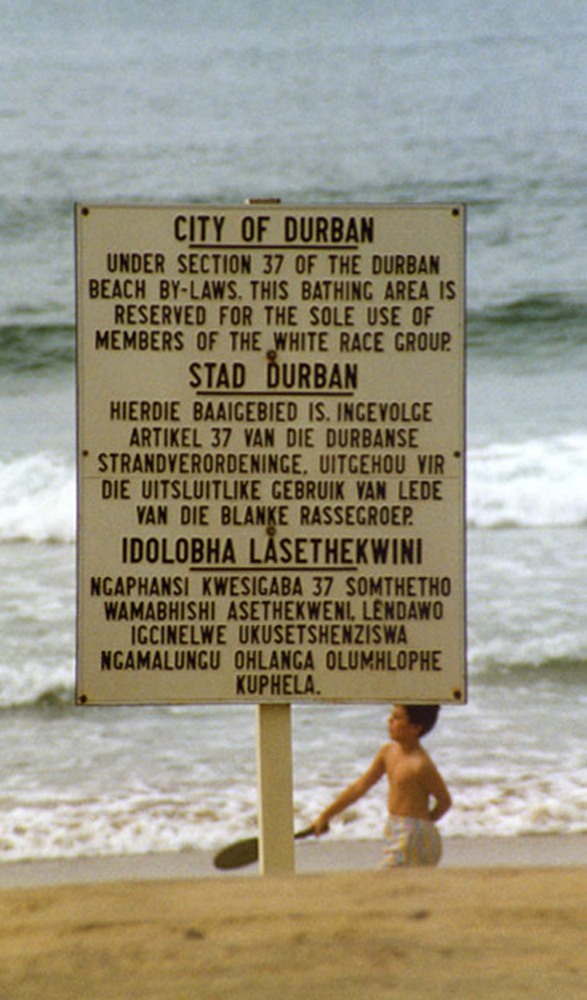
Cartel en una playa de Durban (Sudáfrica) indicando el uso reservado de la misma para los miembros de la raza blanca (1989).

El término apartheid, que proviene de afrikáans para «distanciamiento», fue el nombre oficial del sistema sudafricano de segregación racial que existió a partir de 1948. Las quejas sobre el sistema fueron llevados a las Naciones Unidas el 12 de julio de 1948 cuando el doctor Padmanabha Pillai, representante de la India ante las Naciones Unidas, hizo circular una carta dirigida al Secretario General expresando su preocupación por el tratamiento de los indios étnicos dentro de la Unión Sudafricana. Como se hizo más conocido, el apartheid sudafricano fue condenado internacionalmente como injusto y racista y muchos decidieron que era necesario crear un marco jurídico formal para aplicar la presión internacional sobre el gobierno sudafricano.

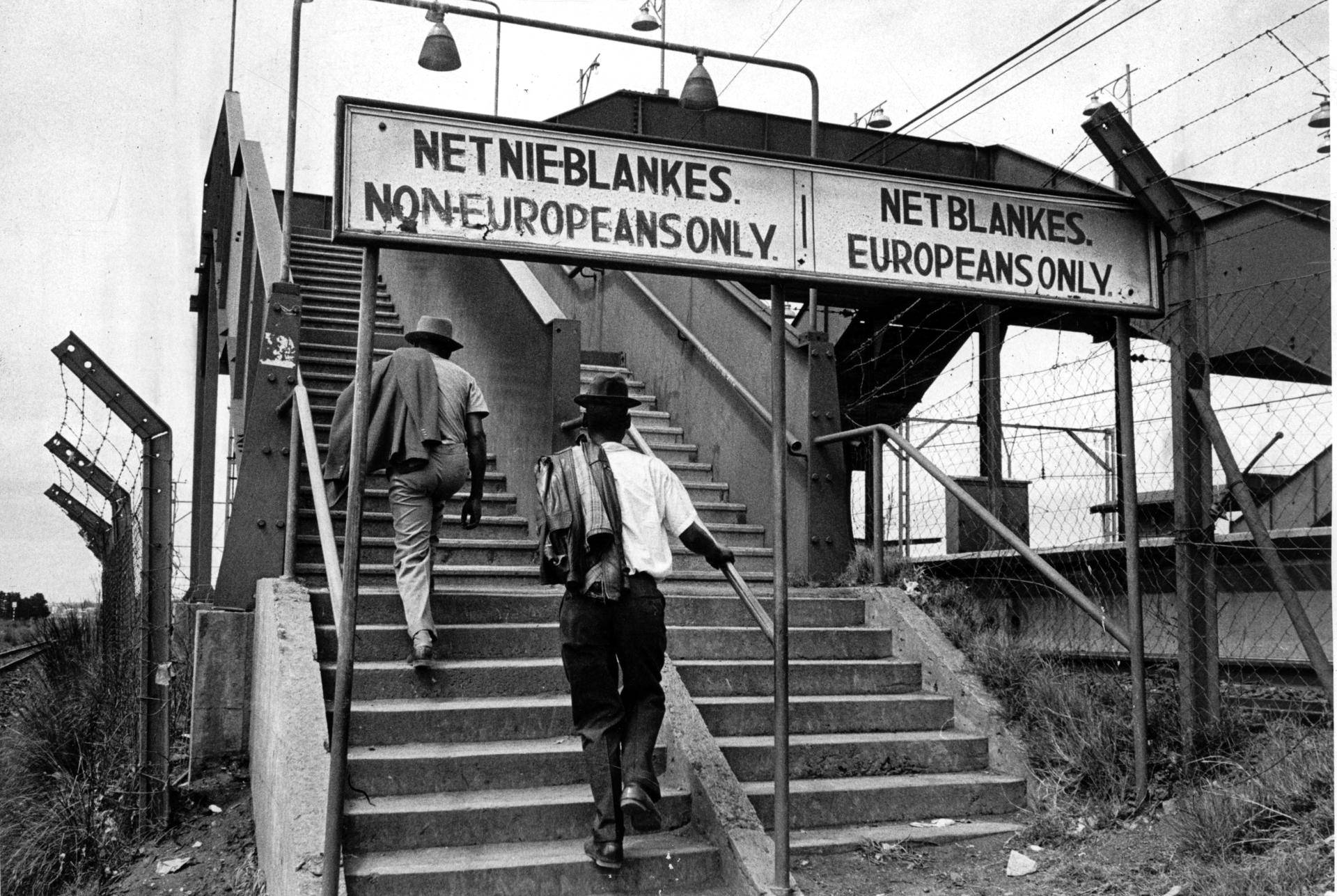
Estación de tren con dos accesos: para blancos y no blancos

En 1971, la Unión de Repúblicas Socialistas Soviéticas junto a Guinea presentaron los primeros borradores de un convenio para hacer frente a la represión y el castigo del apartheid. En 1973, la Asamblea General de las Naciones Unidas aprobó el texto de la Convención Internacional sobre la Represión y el Castigo del Crimen de Apartheid («ICSPCA», por sus siglas en inglés). La Convención cuenta con 31 signatarios y 107 partes.
«Como tal, el apartheid fue declarado un crimen contra la humanidad, con un alcance que iba mucho más allá de Sudáfrica. Mientras que el crimen de apartheid se asocia más con las políticas racistas de Sudáfrica después de 1948, el término más general se refiere a las políticas raciales basados en cualquier estado».
Setenta y seis países firmaron posteriormente, pero un número de naciones no han firmado ni ratificado el ICSPCA, entre ellos Canadá, Francia, Alemania, Israel, Italia, los Países Bajos, Reino Unido, Australia, Nueva Zelanda y los Estados Unidos. En la explicación del voto estadounidense contra la convención, el embajador Clarence Clyde Ferguson, Jr. expresó que: «no se puede aceptar que el apartheid se convierta en un crimen de lesa humanidad de esa manera. Los crímenes de lesa humanidad son tan graves en la naturaleza que deben ser cuidadosamente elaborados y de una interpretación estricta en virtud del derecho internacional vigente...».
En 1977, el I Protocolo adicional a las Convenciones de Ginebra designó al apartheid como una violación grave del Protocolo y un crimen de guerra. Hay 169 partes en el Protocolo.
La Corte Penal Internacional establece la responsabilidad penal individual por crímenes de lesa humanidad, incluido el crimen de apartheid.
La Corte Penal Internacional (CPI) entró en vigor el 1 de julio de 2002, y solo puede juzgar crímenes cometidos en esa fecha o posteriormente. La Corte generalmente puede solo ejercer su jurisdicción en casos en que el acusado sea nacional de un Estado parte, que el presunto delito se haya llevado a cabo en el territorio de un Estado Parte, o en una situación se haga referencia a la Corte por el Consejo de Seguridad de las Naciones Unidas. La CPI ejerce una jurisdicción complementaria. Muchos de los Estados miembros han presentado sus propios tribunales nacionales con competencia universal sobre los mismos hechos y no reconocen ningún tipo de prescripción para los crímenes de lesa humanidad. Hasta julio de 2008, 106 países eran Estados partes (con la preparación de Surinam y las Islas Cook para la adhesión), y otros 40 países han firmado el tratado pero no lo han ratificado. Sin embargo, muchas de las naciones más pobladas del mundo, incluyendo China, India, Estados Unidos, Indonesia y Pakistán no son partes de la Corte y, por lo tanto, no están sujetos a su jurisdicción, salvo por la referencia del Consejo de Seguridad de las Naciones Unidas.
El Partido Nacional Británico (en inglés: British National Party), que fue fundado en el Reino Unido en 1980 y pasó a hacer uno de los mayores ganadores en las elecciones de los consejos locales (así como obtener dos diputados del Parlamento Europeo), incluye un equivalente de apartheid en los manifiestos de su elección prometiendo dar prioridad solo a los británicos blancos para la vivienda, la educación y el empleo.

## Definiciones del crimen de apartheid por la ICSPCA
El Artículo II de la Convención Internacional sobre la Represión y el Castigo del Crimen de Apartheid (ICSPCA) define el crimen de apartheid de la siguiente manera:

Convención Internacional sobre la Represión y el Castigo del Crimen de Apartheid

Artículo II

A los fines de la presente Convención, la expresión «crimen de apartheid», que incluirá las políticas y prácticas análogas de segregación y discriminación racial tal como se practican en el Africa meridional, denotará los siguientes actos inhumanos cometidos con el fin de instituir y mantener la denominación de un grupo racial de personas sobre cualquier otro grupo racial de personas y de oprimirlo sistemáticamente:
1.  La denegación a uno o más miembros de uno o más grupos raciales del derecho a la vida y a la libertad de la persona:
  1. Mediante el asesinato de miembros de uno o más grupos raciales;
  2. Mediante atentados graves contra la integridad física o mental, la libertad o la dignidad de los miembros de uno o más grupos raciales, o su sometimiento a torturas o a penas o tratos crueles, inhumanos o degradantes;
  3. Mediante la detención arbitraria y la prisión ilegal de los miembros de uno o más grupos raciales;

2. La imposición deliberada a uno o más grupos raciales de condiciones de existencia que hayan de acarrear su destrucción física, total o parcial;
3. Cualesquiera medidas legislativas o de otro orden destinadas a impedir a uno o más grupos raciales la participación en la vida política, social, económica y cultural del país y a crear deliberadamente condiciones que impidan el pleno desarrollo de tal grupo o tales grupos, en especial denegando a los miembros de uno o más grupos raciales los derechos humanos y libertades fundamentales, entre ellos el derecho al trabajo, el derecho a formar asociaciones sindicales reconocidas, el derecho a la educación, el derecho a salir de su país y a regresar al mismo, el derecho a una nacionalidad, el derecho a la libertad de circulación y de residencia, el derecho a la libertad de opinión y de expresión y el derecho a la libertad de reunión y de asociación pacíficas;
4. Cualesquiera medidas, incluidas las de carácter legislativo, destinadas a dividir la población según criterios raciales, creando reservas y guetos separados para los miembros de uno o más grupos raciales, prohibiendo los matrimonios mixtos entre miembros de distintos grupos raciales y expropiando los bienes raíces pertenecientes a uno o más grupos raciales o a miembros de los mismos;
5. La explotación del trabajo de los miembros de uno o más grupos raciales, en especial sometiéndolos a trabajo forzoso;
6. La persecución de las organizaciones y personas que se oponen al apartheid privándolas de derechos y libertades fundamentales.

### Definición de discriminación racial
De acuerdo con la Declaración sobre la eliminación de todas las formas de discriminación racial...

...la expresión «discriminación racial» denotará toda distinción, exclusión, restricción o preferencia basada en motivos de raza, color, linaje u origen nacional o étnico que tenga por objeto o por resultado anular o menoscabar el reconocimiento, goce o ejercicio, en condiciones de igualdad, de los derechos humanos y libertades fundamentales en las esferas política, económica, social, cultural o en cualquier otra esfera de la vida pública.
Artículo 1 de la Convención Internacional sobre la Eliminación de todas las Formas de Discriminación Racial

Esta definición no hace ninguna diferencia entre la discriminación basada en la etnia y en la raza, en parte porque la distinción entre los dos sigue siendo discutible entre los antropólogos. Del mismo modo, en la ley británica la frase grupo racial significa «cualquier grupo de personas que se definen por referencia a su raza, color, nacionalidad (incluida la ciudadanía) u origen étnico o nacional».

## Definiciones del crimen de apartheid por el Estatuto de Roma
El Artículo 7 del Estatuto de Roma de la Corte Penal Internacional define a los crímenes contra la humanidad como:

Artículo 7

Crímenes de lesa humanidad

1. A los efectos del presente Estatuto, se entenderá por «crimen de lesa humanidad» cualquiera de los actos siguientes cuando se cometa como parte de un ataque generalizado o sistemático contra una población civil y con conocimiento de dicho ataque:
  1. Asesinato;
  2. Exterminio;
  3. Esclavitud;
  4. Deportación o traslado forzoso de población;
  5. Encarcelación u otra privación grave de la libertad física en violación de normas fundamentales de derecho internacional;
  6. Tortura;
  7. Violación, esclavitud sexual, prostitución forzada, embarazo forzado, esterilización forzada o cualquier otra forma de violencia sexual de gravedad comparable;
  8. Persecución de un grupo o colectividad con identidad propia fundada en motivos políticos, raciales, nacionales, étnicos, culturales, religiosos, de género definido en el párrafo 3, u otros motivos universalmente reconocidos como inaceptables con arreglo al derecho internacional, en conexión con cualquier acto mencionado en el presente párrafo o con cualquier crimen de la competencia de la Corte;
  9. Desaparición forzada de personas;
  10. El crimen de apartheid;
  11. Otros actos inhumanos de carácter similar que causen intencionalmente grandes sufrimientos o atenten gravemente contra la integridad física o la salud mental o física.

Luego, en el mismo Artículo 7 se define al crimen de apartheid como:

Por «el crimen de apartheid» se entenderán los actos inhumanos de carácter similar a los mencionados en el párrafo 1 cometidos en el contexto de un régimen institucionalizado de opresión y dominación sistemáticas de un grupo racial sobre uno o más grupos raciales y con la intención de mantener ese régimen;
Parte II, artículo 7, literal 2, inciso h del Estatuto de Roma de la Corte Penal Internacional